# Elsa van Dien
Elsa van Dien, née le 12 juillet 1914 à Paramaribo (Guyane néerlandaise, actuel Suriname) et morte le 15 octobre 2007 à Amsterdam (Pays-Bas), est une astronome néerlandaise. Elle a reçu son doctorat (Ph.D.) de l'Université Harvard. Elle a épousé Gale Bruno van Albada, qui était également astronome.

## Biographie
Elsa van Dien est née à Paramaribo, en Guyane néerlandaise (actuel Suriname), le 12 juillet 1914. Elle est la fille de Rebecca da Silva et Gerrit van Dien. La famille a déménagé aux Pays-Bas en 1923. Elsa a commencé ses études d'astronomie en 1932 à l'Université d'Amsterdam. Elle s'est également inscrite à l'Université de Leyde en 1935, pour avoir accès à son observatoire. Elle a reçu une bourse du Radcliffe College pour septembre 1939, mais en raison de la Seconde Guerre mondiale, elle n'a pu y commencer son doctorat (Ph.D.) qu'en septembre 1945, également avec le soutien de l'Association américaine des femmes diplômées des universités (AAUW). Sa thèse est intitulée The Stark-effect of the higher Balmer lines in stars of spectral types A and B. Thesis - Radcliffe, 1947 (L'effet Stark des raies de Balmer supérieures dans les étoiles de types spectraux A et B. Thèse - Radcliffe, 1947). Après son doctorat, elle a d'abord séjourné à l'Observatoire fédéral d'astrophysique à Victoria, au Canada. En 1948, elle est retournée aux Pays-Bas. En août 1948, elle a été nommée à l'Observatoire Bosscha, près de Bandung, en Indonésie. Là, elle a rencontré et épousé Bruno van Albada. Elle a poursuivi ses recherches astronomiques jusqu'en 1958, lorsque la famille est retournée aux Pays-Bas. Elle a repris ses recherches en astronomie après la mort de van Albada en décembre 1972. 

## Sources
- Entrée des biens communs scientifiques
- Notes personnelles d'Elsa van Dien (2000-2005)